# خناق (بلدة)
خناق (بالتركية: Hanak) هي بلدة ومقر مديرية خناق في محافظة أردهان التركية الواقعة في شمال شرق البلاد. بلغ عدد سكانها 2٫880 نسمة في عام 2021 وهي مأهولة بالأتراك.